# Рафт
Гумо́вий пліт (англ. raft — «пліт») — це надувний човен спеціальної конструкції, з пружним корпусом, який виготовлений із синтетичних матеріалів, може вмістити від 4 до 20 осіб. Найпоширенішими є човни місткістю 6-8 осіб.
Головна особливість рафта — висока стійкість на воді та універсальність застосування, такий собі всюдихід-універсал.

## Історія
Існує легенда про появу рафтингу, як сплаву порожистими річками на надувному плавзасобі — рафті під час війни у В'єтнамі. Їх використовували для транспортування товарів, закиду військових і амуніції з водних артерій країни. Одного разу під час переправи на річці Меконг один з рафтів відірвався від прив'язі і разом з вояками пішов у пороги. Саме з цього моменту рафтингом стали називати, як комерційні подорожі і сплави по річках, так і спортивне відгалуження.
У 1944 році при проведенні десантної операції в Нормандії американський спецназ невдало намагався висадитися на узбережжі на рафтах.
У 1989 році в Алтаї рафт вперше побачили на змаганнях «Чуя Ралі», але на Заході ці надувні човни стали популярним засобом сплаву задовго до цих змагань.
У 2016 році в Україні була створена Всеукраїнська Федерація Рафтингу, яка в серпні стала членом Міжнародної Федерації Рафтингу.

## Використання

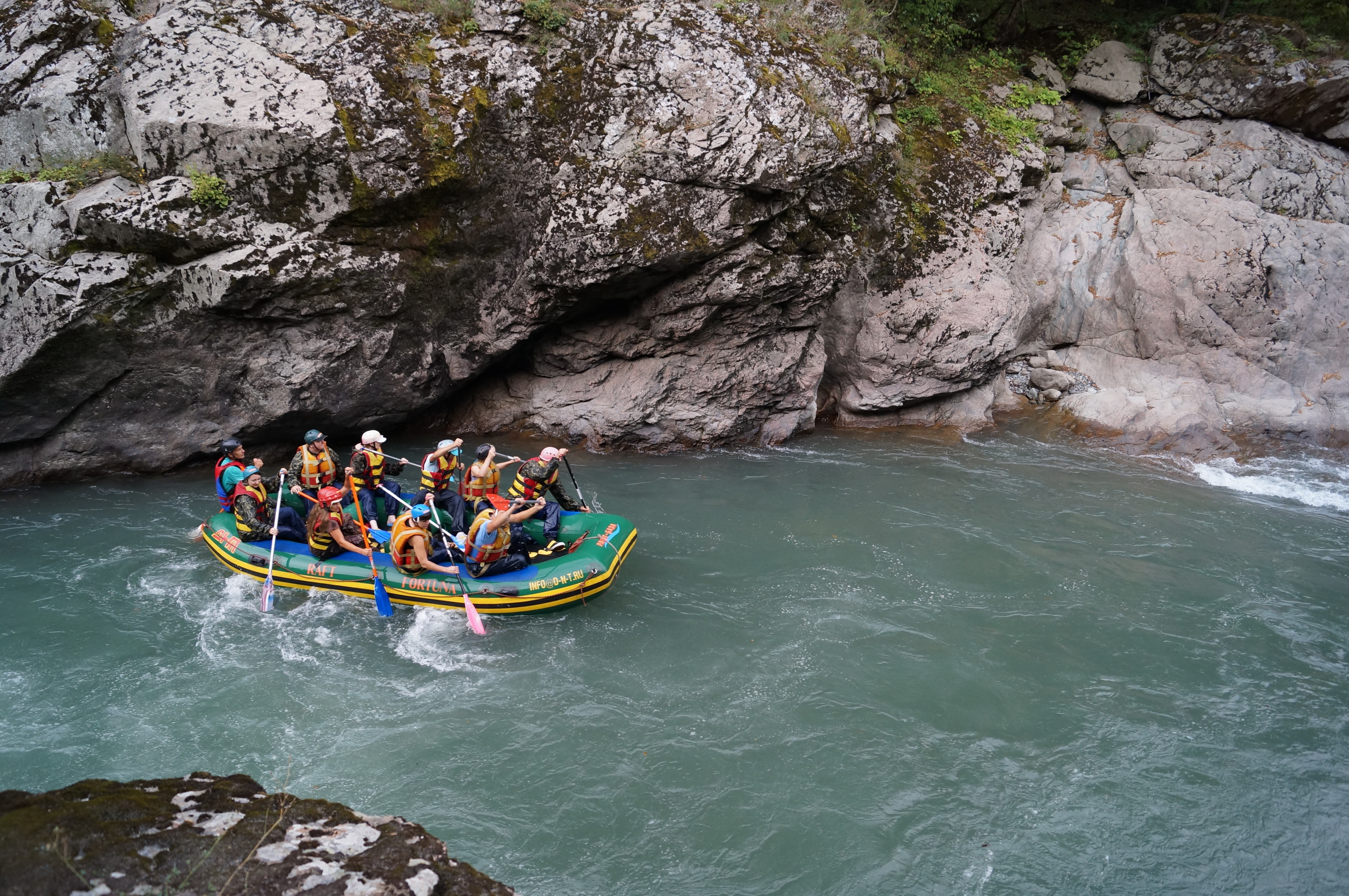

Рафт зазвичай використовують у рафтингу, що є видом активного відпочинку на бурхливій воді. Також рафти використовують у тривалих експедиціях та при проведенні рятувальних операцій на воді.
У рафті гребці розташовуються рівномірно по лівому та правому бортах, фіксуючи ноги на дні човна, використовуючи спеціальні фіксатори (петлі). Сидячі на кормі (у задній частині човна) веслярі, виконують роль керма. Один з керуючих, який, як правило, є найдосвідченіший учасник, віддає вказівки всій команді. Решта членів екіпажу, синхронною роботою весел, створюють тягу і забезпечують рух рафта в необхідному напрямку.
Під час екстремального сплаву в бурхливій воді рафт кидає як тріску, і лише активні зусилля всього екіпажу дозволяють зберігати судно на кілі та згідно з обраною траєкторією.
Класичним рафтом можна назвати надувний човен зі співвідношенням довжини до ширини приблизно два до одного і діаметром борта 40-60 сантиметрів. Повний обсяг надувних елементів складає 2,5-3,5 кубічних метра. Пасажиромісткість — від 4 до 18 осіб.

## Особливості
Рафт є досить стійким і маневровим. Від звичайного надувного човна (або надувного плоту) відрізняє самозливне дно, яке обов'язково надувне та пришнуровується до балонів рафта вище ватерлінії для того, щоб вода вільно скочувалася. Стандартний рафт складається з надувного замкнутого балона, розділеного на чотири автономних секції і надувних подушок-розпірок. Подушки служать як для додання міцності конструкції, так і для сидіння веслярів під час сплаву. Уздовж всього периметру проходять канати, за які можна вхопитися у разі небезпеки.
На відміну від катамаранів і байдарок, історія яких налічує тисячоліття, рафт — продукт сучасних технологій, з'явився тільки тоді, коли з'явилися дуже міцні і надійні матеріали для його виготовлення, тобто всього кілька десятиліть тому.
До недоліків рафта можна віднести той факт, що його практично неможливо повернути у нормальне положення у випадку оверкілю — повного перевертання; необхідно обов'язкове причалювання до твердого місця.